# Conocybe
Genre
Conocybe est un genre de champignons basidiomycètes de la famille des Bolbitiaceae. 
Le genre comprend 244 espèces dont une cinquantaine poussent en Amérique du Nord. L'espèce type est Conocybe tenera. 

## Principales espèces
- Conocybe apala (en) (syn. : Conocybe albipes) (très courant)
- Conocybe cyanopus (psychoactif)
- Conocybe elegens
- Conocybe filaris (mortel)
- Conocybe kuehneriana (psychoactif)
- Conocybe pubescens (coprophile)
- Conocybe reticulata
- Conocybe rickenii
- Conocybe siligineoides (psychoactif)
- Conocybe smithii (psychoactif)
- Conocybe tenera (espèce type)

## Autres
- Conocybe aberrans
- Conocybe aeruginosa
- Conocybe ambigua
- Conocybe antipus
- Conocybe aporos
- Conocybe arrhenii
- Conocybe aurea
- Conocybe blattaria
- Conocybe brachypodii
- Conocybe brunnea
- Conocybe brunneola
- Conocybe bulbifera
- Conocybe candida
- Conocybe coprophila
- Conocybe crispa
- Conocybe crispella
- Conocybe cyanopus
- Conocybe deliquescens
- Conocybe dentatomarginata
- Conocybe dumetorum
- Conocybe dunensis
- Conocybe echinata
- Conocybe exannulata
- Conocybe excedens
- Conocybe farinacea
- Conocybe filaris
- Conocybe fimetaria
- Conocybe fragilis
- Conocybe fuscimarginata
- Conocybe gracilenta
- Conocybe hadrocystis
- Conocybe horakii
- Conocybe hornana
- Conocybe huijsmanii
- Conocybe incarnata
- Conocybe inocybeoides
- Conocybe intrusa
- Conocybe juniana
- Conocybe lateritia
- Conocybe lenticulospora
- Conocybe leucopus
- Conocybe macrocephala
- Conocybe macrospora
- Conocybe mairei
- Conocybe megalospora
- Conocybe merdaria
- Conocybe mesospora
- Conocybe moseri
- Conocybe murinacea
- Conocybe neoantipus
- Conocybe nivea
- Conocybe novae-zelandiae
- Conocybe ochracea
- Conocybe pallidospora
- Conocybe percincta
- Conocybe pilosella
- Conocybe pinetorum
- Conocybe pubescens
- Conocybe pulchella
- Conocybe pygmaeoaffinis
- Conocybe rickeniana
- Conocybe rickenii
- Conocybe rostellata
- Conocybe rugosa
- Conocybe sabulicola
- Conocybe semiglobata
- Conocybe siennophylla
- Conocybe siliginea
- Conocybe spicula
- Conocybe spiculoides
- Conocybe striaepes
- Conocybe subovalis
- Conocybe subpubescens
- Conocybe sulcatipes
- Conocybe tenera
- Conocybe togularis
- Conocybe umbonata
- Conocybe utriformis
- Conocybe velata
- Conocybe velutipes
- Conocybe vestita Conocybe vestita
- Conocybe vexans
- Conocybe vinaceobrunnea
- Conocybe watlingii